# Love Larson
Love Larson (* 11. Juni 1978 in Umeå, Schweden) ist ein schwedischer Maskenbildner und Friseur.

## Leben
Love Larson startete seine Filmkarriere 1999 als Visagist für verschiedene Kurzfilme und arbeitete anschließend für das schwedische Fernsehen. Er wirkte unter anderem an den drei Verfilmungen der Millennium-Trilogie, Arn – Der Kreuzritter, Real Humans – Echte Menschen sowie Maria Wern, Kripo Gotland mit. Er arbeitete aber auch an internationalen Produktionen wie der britischen Version von Kurt Wallander, der US-amerikanischen Verfilmung von Verblendung sowie James Bond 007: Skyfall mit.
2003 gründete er gemeinsam mit Eva von Bahr das Unternehmen Makeup Designers AB, mit dem sie für zahlreiche schwedische Film- und Fernsehproduktionen tätig wurden.
2016 erhielt Larson und von Bahr für ihre Mitwirkung an Der Hundertjährige, der aus dem Fenster stieg und verschwand ihre erste Oscar-Nominierung. Weitere Oscar-Nominierungen erhielten Larson und von Bahr für ihre Zusammenarbeit an den Filmen Ein Mann namens Ove (2016) Dune. Beide waren auch mehrfach für den Guldbagge in der Kategorie Bestes Make-up nominiert und wurden für Ein Mann namens Ove (2016) und Jätten (2017) mit dem Preis ausgezeichnet.
Seit 2015 sind Larson und von Bahr verheiratet. Aus der Beziehung ging ein Kind hervor.